# 霊媒師多比野福助II
『霊媒師多比野福助II』（すぴりっつますたーたびのふくすけ）は、速水翼が書いた漫画。
人気急上昇中のバンド「クロウ」にはファンの自殺が続いているという噂があった。実は異能力者集団であったクロウの暴走を止める為福助が立ち上がる。出版者の関係で『霊媒師多比野福助II』は4巻まで、つづきは『眠れる爪』のタイトルで発行されている。